# Big Time Rush Live 2014 World Tour
Big Time Rush Live: 2014 World Tour—en español: Big Time Rush En Vivo: Gira Mundial 2014. Fue la quinta gira de conciertos oficial de la banda estadounidense Big Time Rush. Esta gira sirvió para promocionar su trabajo discográfico titulado 24/Seven lanzado en 2013. La gira comenzó el 7 de febrero de 2014 en Grand Prairie Texas, y no solo recorrió los Estados Unidos sino que recorrió Latinoamérica. La preventa de boletería para los shows inició el 10 de diciembre de 2013. Al contrario de como se pensaba anteriormente, esta gira no es considerada una gira mundial ya que solo hubo 11 pesentaciones en total.

## Actos de apertura
- Olivia Somerlyn
- Dre ,
- Valeria Gastaldi (Argentina)

## Lista de canciones
- Music Sounds Better With U
- Windows Down
- 24/Seven
- Amazing
- Get Up
- Song For You

(Interlude)
- Shot in The Dark (James Maslow Solo)
- Art of Moving On (Heffron Drive – Kendall Schmidt Solo)
- Like Nobody’s Around
- Na Na Na
- Nothing Even Matters
- Worldwide

(Interlude)
- Eléctrico (Carlos Pena Solo)
- Boyfriend
- Run Wild
- Time of Our Life
- Til I Forget About You

(Instrumental Interlude DJ Treasure by Bruno Mars)
- Elevate
- Confetti Falling

(Encore Instrumental Interlude DJ Big Night)
- Big Time Rush/City Is Ours

## Fechas de la gira
Estos son las fechas como lo confirma su página oficial de internet.
| Fechas                | Ciudad              | País           | Lugar                          |
| --------------------- | ------------------- | -------------- | ------------------------------ |
| Norteamérica          |                     |                |                                |
| 7 de febrero de 2014  | Grand Prairie       | Estados Unidos | Verizon Theatre                |
| 8 de febrero de 2014  | Houston             | Estados Unidos | Bayou Music Center             |
| 9 de febrero de 2014  | San Antonio         | Estados Unidos | AT&T Center                    |
| México                |                     |                |                                |
| 11 de febrero de 2014 | Ciudad de México    | México         | Arena Ciudad de México         |
| 12 de febrero de 2014 | Guadalajara         | México         | Auditorio Telmex               |
| 13 de febrero de 2014 | Monterrey           | México         | Arena Monterrey                |
| Sudamérica            |                     |                |                                |
| 15 de febrero de 2014 | Santiago            | Chile          | Movistar Arena                 |
| 16 de febrero de 2014 | Buenos Aires        | Argentina      | Malvinas Argentinas            |
| 19 de febrero de 2014 | Quito               | Ecuador        | Agora de la Casa de la Cultura |
| 22 de febrero de 2014 | Bogotá              | Colombia       | Palacio de los Deportes        |
| Centroamérica         |                     |                |                                |
| 23 de febrero de 2014 | Ciudad de Guatemala | Guatemala      | Tikal Futura Expo Hotel        |